# Dorice Fordred
Dorice Fordred (25 tháng 11 năm 1902 - 4 tháng 8 năm 1980) là một nữ diễn viên người Nam Phi, nổi tiếng với các phần nhân vật và vai diễn kịch Shakespeare trên sân khấu London. The Brooklyn Daily Eagle nhận xét vào năm 1931, "Cô ấy là một trong những điều hiếm hoi, một nữ diễn viên đóng nhân vật trẻ và hấp dẫn."

## Tuổi thơ
Dorice Fordred sinh ra và lớn lên gần Cảng Elizabeth, Nam Phi. Cô sang Anh học hát. "Sống trên veldt mang lại cho bạn - bạn không thể giúp nó, bất kể bạn là ai - dễ bị ảnh hưởng bởi nhịp điệu đơn giản, trần thế", cô giải thích với một người phỏng vấn người Mỹ vào năm 1931. [2]

## Nghề nghiệp
Dorice Fordred dành phần lớn sự nghiệp của mình trên sân khấu London, nơi cô ra mắt vào năm 1923 và xuất hiện thường xuyên trong những năm 1920 và 1930. Các tác phẩm của Luân Đôn có Fordred trong dàn diễn viên bao gồm The Two Gentlemen of Verona (1923); Troilus & Cressida (1923); Trường học về vụ bê bối (1923-24); Faust (1924); The Taming of the Shrew (1924); Giấc mộng đêm hè (1924); Mọi người (1925); Ấp (1925); Macbeth (1925); Đêm thứ mười hai (1925); Đêm sông (1926); Góa phụ của Bà Holroyd (1926); Trelawney of the Wells (1926-1927); Sấm bên trái (1928); Một số cơn mưa rào (1928); Luật sắt (1929); Giết người trên tầng hai (1929-1930); Tình yêu đã mất (1930); Khởi nghiệp (1930); Thoát khỏi Gertie (1930); Cynara (1930-31); Ba căn hộ (1931); Lực lượng hoàn cảnh (1931); Ghế âm nhạc (1932); Nửa ngày nghỉ (1932); Động đất ở Surrey (1932); Đức Phanxicô (1933); Cầu thang (1933); Một giáo sĩ ngủ (1933); Viceroy Sarah (1934); Cho thuê mùa hè (1935); Othello (1924 và 1935); Vua Lear (1936); Sonata (1936); Phòng Ante (1936); Chỉ người lớn (1939); Chúng tôi ở ngã tư đường (1939). [3] [4]